# François Luglien Louis de Fourment
Pour les articles homonymes, voir Fourment.
François Luglien Louis de Fourment est un homme politique français né le 18 janvier 1788 à Roy  (Ardennes) et mort le 14 novembre 1864 à Frévent (Pas-de-Calais).

## Biographie
Avocat, il est auditeur au Conseil d’État puis intendant en Espagne sous le Premier Empire. Sous-préfet de Soissons en 1814, il démissionne et se lance dans l'industrie du tissage de la laine. Conseiller général, il est député de la Somme de 1848 à 1851, siégeant à droite. Favorable au coup d’État du 2 décembre 1851, il devient sénateur du Second Empire de 1852 à 1864. Il est le père d'Auguste-Antoine de Fourment.

## Sources
- « François Luglien Louis de Fourment », dans Adolphe Robert et Gaston Cougny, Dictionnaire des parlementaires français, Edgar Bourloton, 1889-1891 [détail de l’édition]